# Unnen
Unnen är en sjö i Hylte kommun och Ljungby kommun i Småland och ingår i Lagans huvudavrinningsområde. Sjön är 25 meter djup, har en yta på 16,8 kvadratkilometer och befinner sig 144 meter över havet. Vid provfiske har en stor mängd fiskarter fångats, bland annat abborre, braxen, gers och gädda.
Unnen är cirka 14 km lång. Den förenas med Bolmen vid Önne. I sjöns norra spets ligger orten Unnaryd. Längst i söder låg från 1893 fram till 1941 Unnens station, en del av Halmstad–Bolmens Järnväg. I samband med det inleddes ångbåtstrafik på Unnen. Ångbåtsbryggor fanns bland annat i Unnaryd, Sjö, Nässja, Önne och Karsnäs. I perioder fanns flera konkurrerande fartyg på sjön. När busstrafik började gå mellan Lidhult och Unnaryd på 1920-talet började ångbåtstrafikens nedgång, men trafiken fortsatte fram till 1936 då den lades ned.
På Unnen har även bedrivits flottning från Unnaryd till sågverken vid Unnens station och till Önne där en flottningsränna fanns för att föra timret vidare ned till Bolmen.
Under flera år på 2000-talet har byggandet av en sluss mellan de två sjöarna diskuterats.

## Delavrinningsområde
Unnen ingår i delavrinningsområde (630923-136246) som SMHI kallar för Utloppet av Unnen. Medelhöjden är 154 meter över havet och ytan är 73,67 kvadratkilometer. Räknas de 7 avrinningsområdena uppströms in blir den ackumulerade arean 201,93 kvadratkilometer. Lidhultsån som avvattnar avrinningsområdet har biflödesordning 3, vilket innebär att vattnet flödar genom totalt 3 vattendrag innan det når havet efter 134 kilometer. Avrinningsområdet består mestadels av skog (57 %). Avrinningsområdet har 17,3 kvadratkilometer vattenytor vilket ger det en sjöprocent på 23,5 %. Bebyggelsen i området täcker en yta av 0,5 kvadratkilometer eller 1 % av avrinningsområdet.

## Fisk
Vid provfiske har följande fisk fångats i sjön:
- Abborre
- Braxen
- Gärs
- Gädda
- Gös
- Lake
- Löja
- Mört
- Sik
- Siklöja
- Sutare